# 莫恰利諾耶湖
56°9′3.37″N 49°2′23.42″E / 56.1509361°N 49.0398389°E
莫恰利諾耶湖（俄语：Мочальное），是俄羅斯的湖泊，位於該國西部韃靼斯坦共和國，由維索卡亞戈拉區負責管轄，長0.47公里、寬0.25公里，面積0.08平方公里，平均水深3米。